# Самоистязание
Самоистязание — стремление причинить себе вред и страдание. Несвойственно здоровому человеку при нормальных условиях и встречается в болезненном состоянии у нервно- и психически больных, или же под влиянием религиозного фанатизма.

## Формы и мотивы самоистязания

### Самоистязание у психически больных
Самоистязание у психически больных проявляется в разнообразной форме — одни больные отказываются от пищи, другие причиняют себе раны, ожоги, увечья и т. п.; в некоторых случаях самоистязание смежно со стремлением к самоубийству.
Мотивами к самоистязанию у психически больных служат чаще всего ложные идеи, бред самообвинения у депрессивных больных; эти идеи больной депрессивным расстройством с психотическими симптомами может слышать от «голосов», которые требуют самонаказания за грехи. Обыкновенно это бывает связано с потерей кожной и вообще телесной чувствительности; больные, причиняя себе глубокие раны, иногда при этом испытывают весьма слабую боль.
Больные истерическим расстройством личности нередко морят себя голодом, проглатывают массу булавок, выпивают вредные жидкости и т. п. Кроме свойственной таким людям малой чувствительности кожи и слизистых оболочек, здесь специальную роль играет стремление обратить на себя внимание, позировать, вызвать сочувствие и т. п.

### Самоистязание на религиозной и ритуальной почве

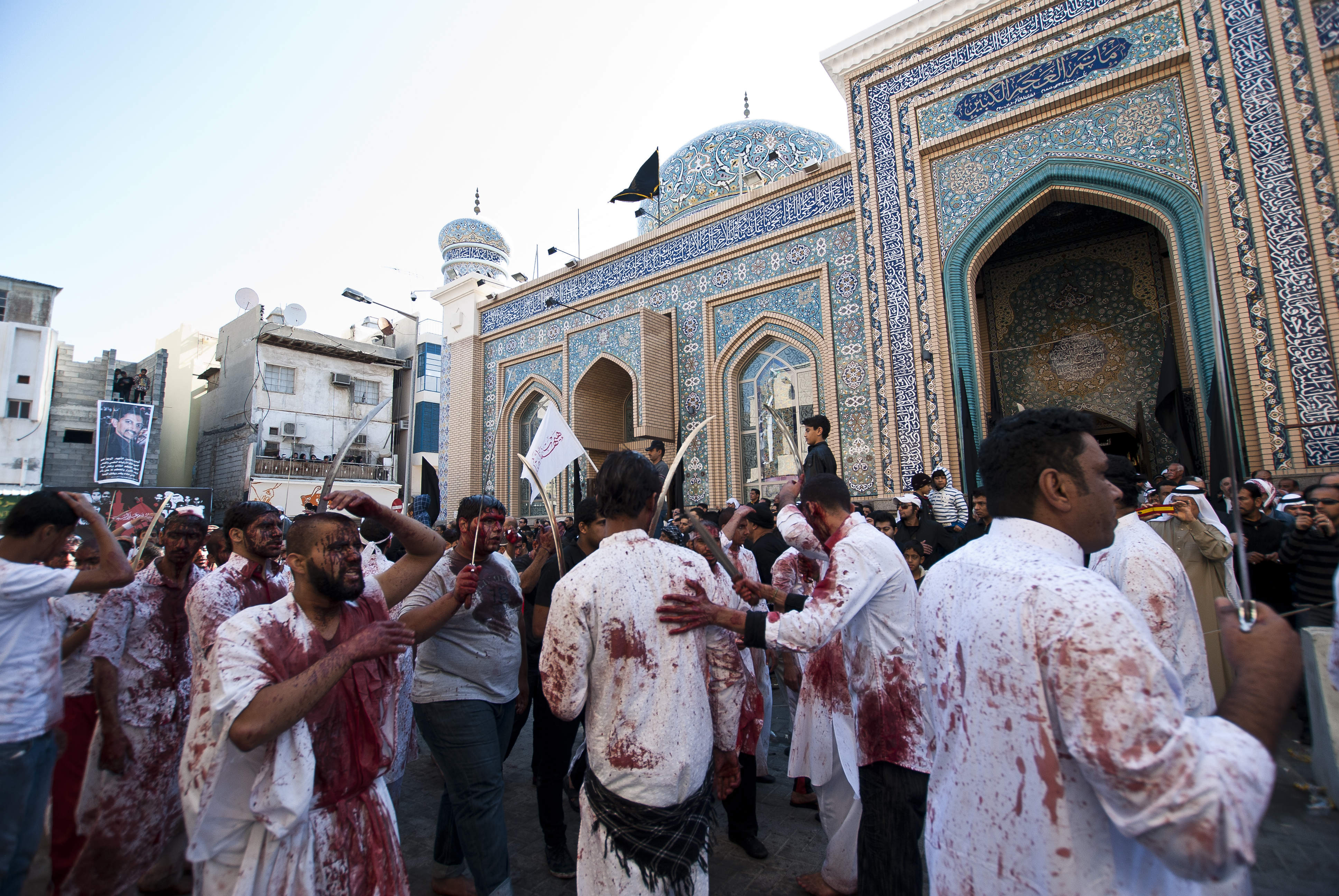
Татбир во время ашуры в Бахрейне

Самоистязание на религиозной почве — явление довольно распространённое, особенно свойственное сектантству, то есть преследуемым религиозным учениям, хотя наблюдалось и в господствующих или признанных религиях. Так, в Средние века, в эпоху сильного религиозного движения, совпавшего с крестовыми походами, толпа приходила иногда под влиянием процессий, религиозных картин, проповедей в такое возбуждённое состояние, что многие делали себе повреждение, некоторые бросались в воду для очищения от грехов. У мусульманских дервишей до сих пор можно наблюдать проявление самоистязания в момент религиозного экстаза. С этой же точки зрения можно смотреть на обеты крайнего голодания, бичевания, на подвергание себя непогоде при полуобнажённом теле, на отказ от постели и т. д. как на проявления самоистязания.
Среди лиц, упорно подвергающих себя активному самоистязанию и проповедующих это другим, иногда попадались настоящие психически больные, маньяки, которых жизнь и идеи в сущности ничего общего не имеют с религиозными учениями, а представляют собою известную форму бреда. В Средние века особенно распространён был бред одержимости дьяволом; страдавшие этим бредом подвергали себя нередко самым жестоким истязаниям для изгнания нечистой силы.
В разных культурах акты самоповреждения входили в ритуал оплакивания и горевания об умерших. У многих кочевых народов Азии был обычай нанесения ран на лице в знак публичного выражения траура по усопшему. Осетинки, горюя об умерших близких, царапали себе лицо до крови. Императрица Шулюй, жена создателя государства киданей Абаоцзи после смерти супруга несколько раз хотела лишить себя жизни, чтобы последовать за ним в могилу. Но ее сыновья так горько плакали, что она только отрубила себе кисть правой руки и положила ее в гроб мужа, после чего её прозвали «вдовствующая императрица с отрубленной кистью».
В индуизме известен ритуал Тайпусам, при котором повреждают собственное тело, используя для этого ножи, иглы, крючья и пики.
Приверженцы различных религиозных культов, в частности секта скопцов, практиковали самокастрацию.